# 沃斯教堂
沃斯教堂（挪威語：Voss kyrkje）是挪威城市沃斯的一座教區教堂，位於Vossevangen村。沃斯教堂修建於1277年，可以容納500人。